# Angela Kolb-Janssen

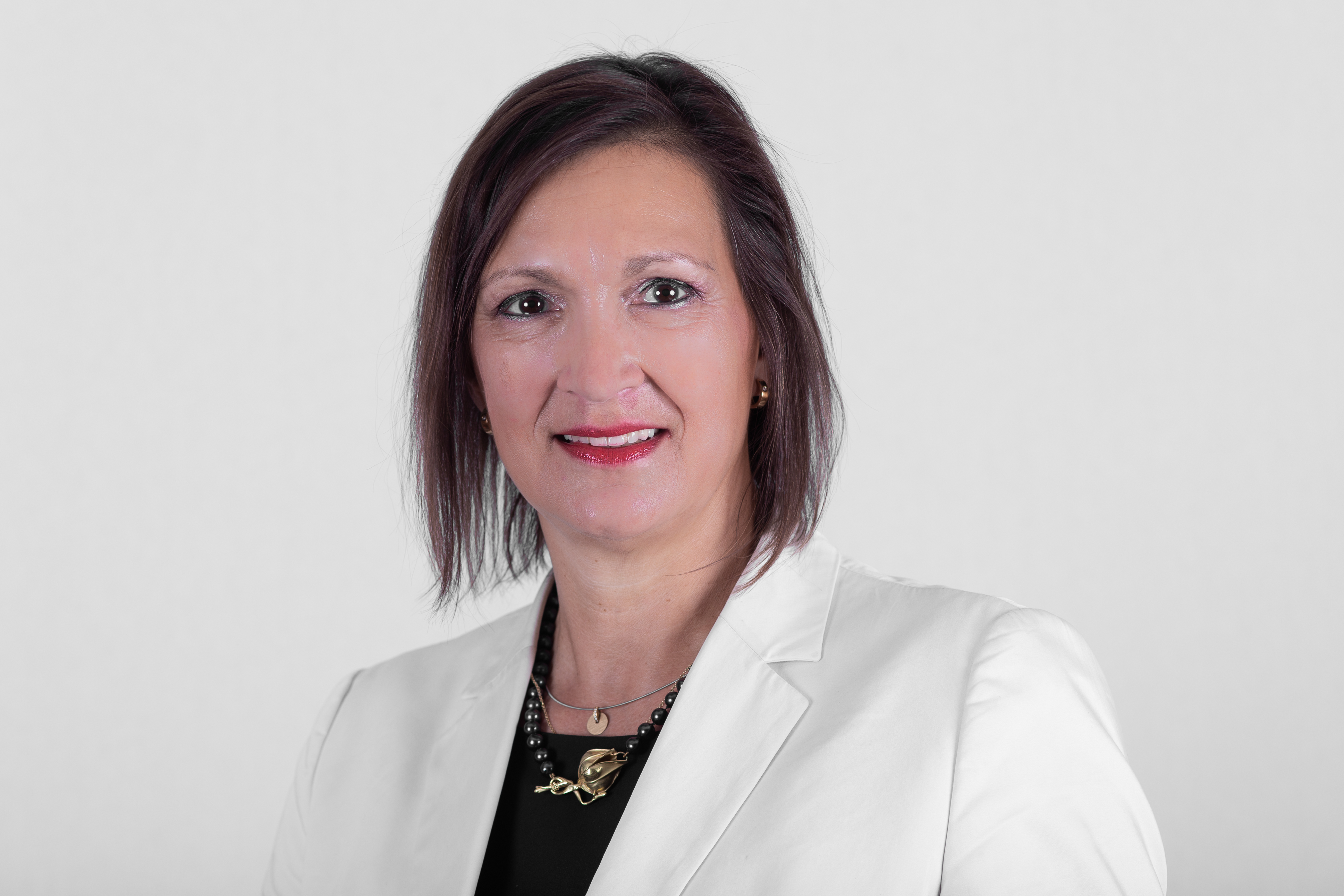
Angela Kolb-Janssen 2018

Angela Kolb-Janssen (* 22. Oktober 1963 in Halle (Saale) als Angela Kolb) ist eine deutsche Politikerin (SPD). Sie war von 2006 bis 2016 Justizministerin, darüber hinaus von 2011 bis 2016 Ministerin für Gleichstellung des Landes Sachsen-Anhalt.

## Leben
Nach dem Abitur im Jahr 1982 an der Erweiterten Oberschule August-Hermann-Francke in Halle (Saale) absolvierte Angela Kolb-Janssen ein Studium der Rechtswissenschaft an der Martin-Luther-Universität Halle-Wittenberg, welches sie 1986 als Diplom-Juristin beendete. Dem folgte ein Forschungsstudium am Institut für Internationale Rechtsbeziehungen an der Universität Halle-Wittenberg, welches sie im Jahr 1989 mit der Promotion (Dissertation A) zum Dr. jur. mit der Arbeit Die rechtliche Gestaltung der Finanzkontrolle in universellen und in sozialistischen internationalen Organisationen beendete.
Danach war sie bis 1991 als wissenschaftliche Assistentin am Institut für Internationale Studien an der Universität Leipzig tätig. Im selben Jahr wechselte sie an das Landesamt zur Regelung offener Vermögensfragen in Halle (Saale), bei dem sie verschiedene Leitungsfunktionen innehatte. Nachdem sie schon seit 1994 als nebenamtliche Dozentin an der Fachhochschule für Öffentliche Verwaltung und Rechtspflege des Landes Sachsen-Anhalt tätig gewesen war, wurde sie hier im Jahr 1999 zur Professorin für Verwaltungsrecht ernannt. 1999 wurde Kolb als Professorin für Verwaltungsrecht am Fachbereich Verwaltungswissenschaften an der Hochschule Harz (FH) in Halberstadt berufen. Von 2004 bis 2006 war sie Dekanin des Fachbereichs Verwaltungswissenschaften der Hochschule Harz in Halberstadt. 2006 ging sie in die Politik. Seit Juli 2021 ist Kolb-Janssen wieder Professorin am Fachbereich Verwaltungswissenschaften der Hochschule Harz.
Im Dezember 2015 heiratete sie und trägt seitdem den Doppelnamen Kolb-Janssen. Aus erster Ehe hat sie eine Tochter.

## Politik
Angela Kolb-Janssen gehört seit 1999 der Arbeitsgemeinschaft sozialdemokratischer Juristinnen und Juristen an. Von 2004 bis 2010 war sie Landesvorsitzende des ASJ Sachsen-Anhalt. 2003 wird Kolb Mitglied der SPD. Sie war Mitglied im Bundesparteirat der SPD.
Nach der Bildung einer Regierungskoalition aus SPD und CDU nach der Landtagswahl 2006 wurde Angela Kolb-Janssen am 24. April 2006 als Justizministerin in die von Ministerpräsident Wolfgang Böhmer geführte Landesregierung von Sachsen-Anhalt berufen (Kabinett Böhmer II).
Bei der Landtagswahl 2011 zog Kolb-Janssen über die Landesliste der SPD in den Landtag von Sachsen-Anhalt ein. Die Koalition aus CDU und SPD wurde fortgesetzt, Kolb-Janssen wurde als Ministerin für Justiz und Gleichstellung auch Mitglied der neuen Landesregierung (Kabinett Haseloff I).
Im Jahr 2011 war Kolb-Janssen Vorsitzende der Justizministerkonferenz.
Bei der Landtagswahl 2016 zog sie wieder über die Landesliste in den Landtag ein. Sie war Sprecherin für Bildung, Kultur und Gleichstellung. Kolb-Janssen trat zur Landtagswahl 2021 nicht mehr an.

## Kritik
Im September 2015 wurde bekannt, dass Kolb-Janssen Sendungen des Rundfunksenders Radio SAW im Oktober 2014 sowie Ende Juni 2015 aus Steuermitteln finanzieren ließ. In den beiden Sendungen wurde Kolb-Janssen jeweils ausführlich interviewt. Das Justizministerium bestätigte Zahlungen mit dem Ziel, Sendungen zu gewünschten Themen zu initiieren. Einen Hinweis auf die staatliche Finanzierung der Sendungen gab es nicht. Die Medienanstalt Sachsen-Anhalt prüfte den Vorgang.

## Weiteres Engagement
Sie ist im Bundesvorstand des Deutschen Juristinnenbundes und Vorstand des Regionalgruppenbeirat im Deutschen Juristinnenbundes. Sie ist Mitglied im Vorstand der Lebenshilfe Magdeburg und im Präsidium des AWO Landesverbandes Sachsen-Anhalt.